# 新馬德里縣 (密蘇里州)
新馬德里縣（英語：New Madrid County）是美國密蘇里州東南部的一個縣，東隔密西西比河與肯塔基州和田納西州相望。面積1,808平方公里。根据美國2000年人口普查，共有人口18,956人。縣治新馬德里 (New Madrid)。
縣政府成立於1812年10月1日。縣名來自西班牙帝國時期同名的殖民地。